# Arenaria mcneillii
Arenaria mcneillii är en nejlikväxtart som beskrevs av Aytaç och Hayri Duman. Arenaria mcneillii ingår i släktet narvar, och familjen nejlikväxter. Inga underarter finns listade i Catalogue of Life.